# Zegar mechaniczny

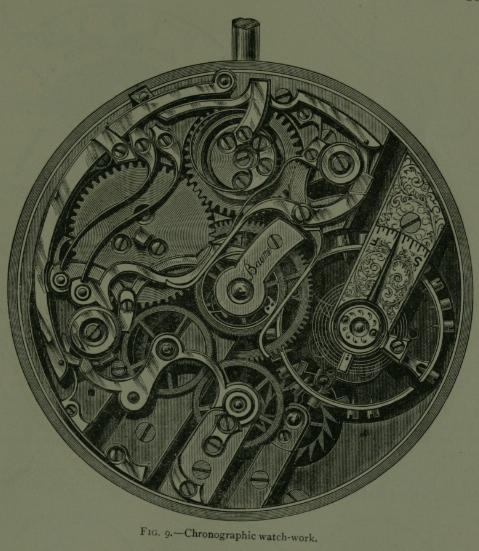
Grafika opublikowana przez czasopismo Nature w 1887 r. przedstawiająca kieszonkowy zegarek mechaniczny z tamtego czasu.

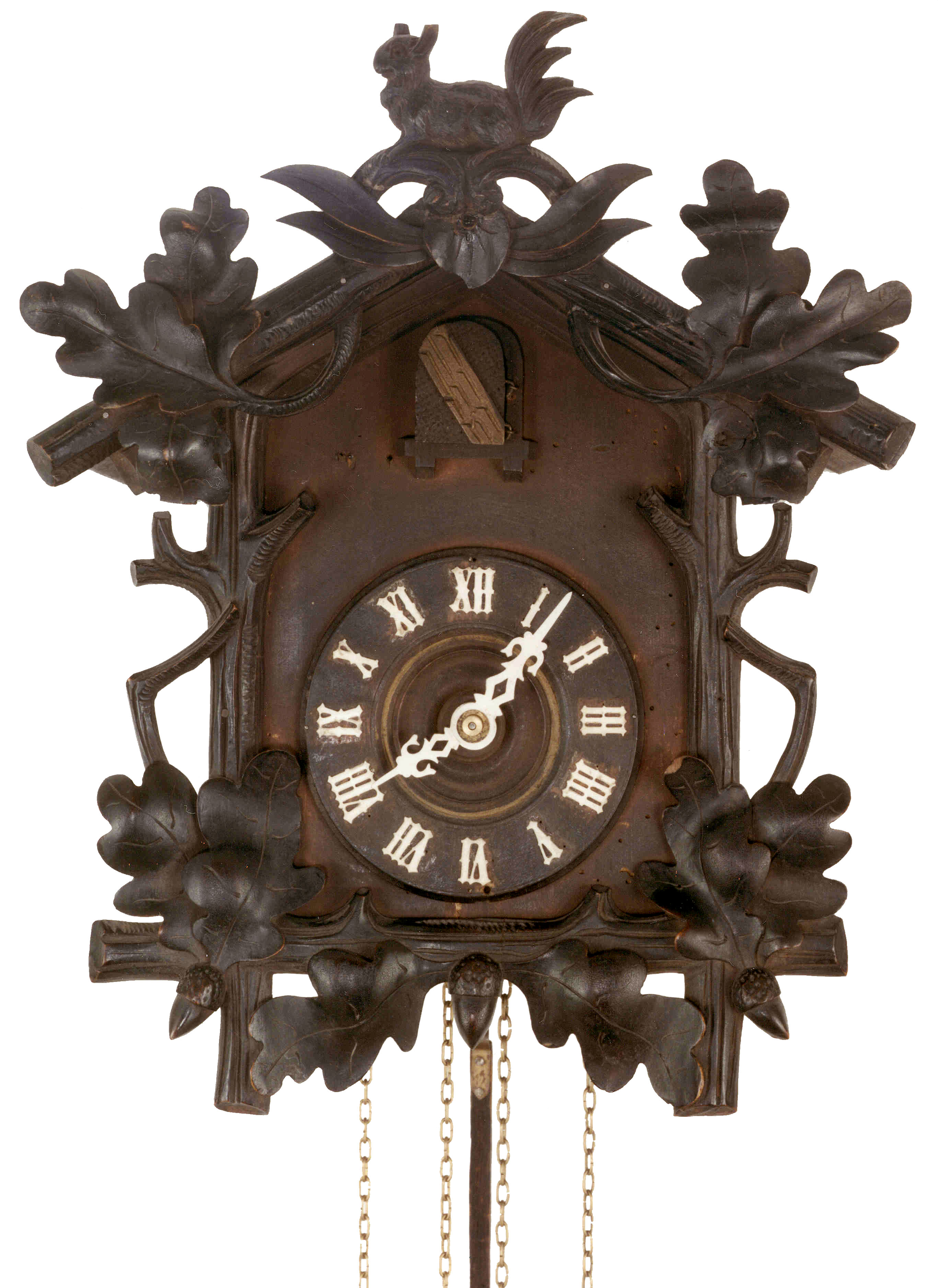
Zegar ścienny "z kukułką"

Zegar mechaniczny – zegar wykorzystujący jako regulator chodu wahadło lub balans. Energia do napędu regulatora przekazywana jest za pomocą wychwytu. Zegar taki nazywany jest mechanicznym niezależnie od tego, czy energia potrzebna do ruchu zegara pochodzi z energii sprężyny czy np. z napędu wodnego czy elektrycznego. Jako zegary mechaniczne budowane są zarówno zegary wieżowe, jak i zegarki naręczne. 
Za wynalazców mechanizmu zegarowego uważani są Liang Lingzan i Yi Xing – ich konstrukcja datowana jest na 725 rok n.e. W czasach Dynastii Song, w XI wieku odnotowano budowę wieży zegarowej, której konstruktorem był Su Song.
W Europie wynalazcą zegara mechanicznego (zwanego dawniej kołowym) był mnich benedyktyński Gerbert z Aurillac (ok. 935-1003 r.), późniejszy papież Sylwester II, jeden z najbardziej wykształconych ludzi swojej epoki – fizyk, matematyk i mechanik. Wątpliwości budzi długotrwały brak śladów zegara mechanicznego, używanego prawdopodobnie tylko wewnętrznie w klasztorach do ustalania godzin kanonicznych.